# 니시노쿠치촌
니시노쿠치촌(西ノ口村)은 일본 아이치현 지타군에 설치되었던 촌이다. 현재의 도코나메시의 일부에 해당한다.